# 綏遠省 (中華民國)
綏遠省，簡稱綏，為中華民國的一个省，塞北四省之一，省會歸綏（今呼和浩特市）。
国共内战末期该地的国民党省政府和平转移至中共，中華人民共和國成立後，於1954年廢省，併入內蒙古自治區，在今內蒙古自治區中西部“呼包鄂”一带。

## 省名由來
清朝時綏遠屬漠南蒙古，因設有綏遠城將軍駐守此地，故名。1928年国民政府将北洋政府的绥远特别区改为绥远省。

## 管轄範圍

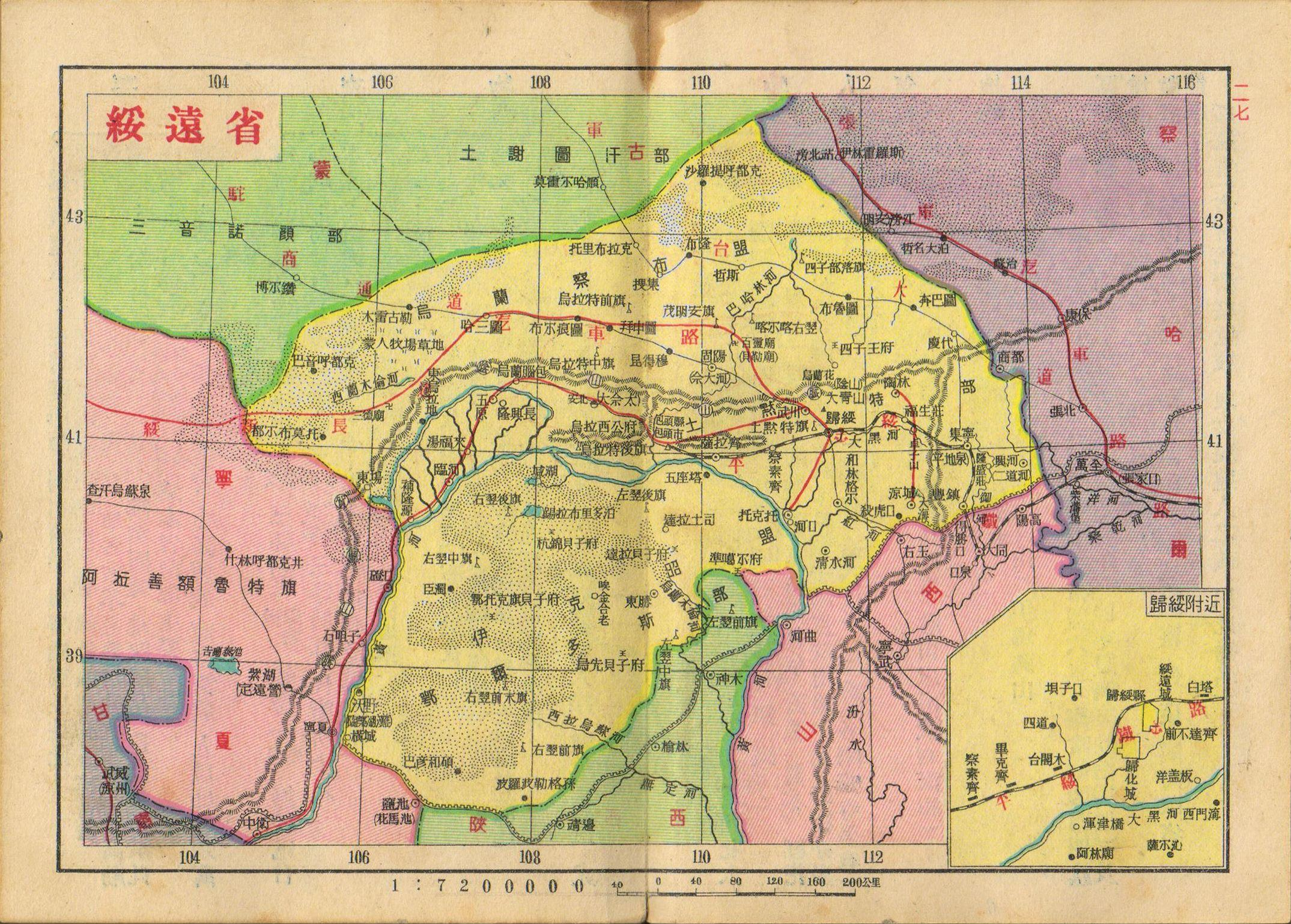
亞新地學社1936年《袖珍中華全圖》的綏遠省地圖

全省轄境相當於今内蒙古自治区巴彦淖尔市、鄂尔多斯市、包头市、呼和浩特市及乌兰察布市大部（化德县、商都县除外）。鄰國為蒙古（1946年后被中国承认），東接察哈爾省、山西省，西界寧夏省，南接陝西省。民國三十六年（1947年）底，按其主张的全省土地面積為32萬9,397.19平方公里。

## 地理
全省以高原為主體，可分三部分：
北部是蒙古高原的一部分，主要是戈壁沙漠，富含礦藏，著名的礦都白雲鄂博即位於此。中部有黃河貫通而過，形成河套地區，分“前套”跟“後套”，是精華區，包頭、歸綏等大城市多在此區。南部是鄂爾多斯高原為主體，成吉思汗陵位在此區。

## 人口
民國三十六年（1947年）上半年統計為216萬6,513人，下半年統計為222萬9,945人。

## 歷史沿革
清朝時綏遠屬漠南蒙古的一部分，因設有綏遠將軍駐守此地，故名“綏遠”。雍正元年（1723年）设立归化城厅。雍正三年（1725年）拨归化厅由朔平府管辖。乾隆元年（1736年），增设清水河、托克托、和林格尔三厅。乾隆四年（1739年），建成绥远城。乾隆六年（1741年），再设萨拉齐厅，连同上述四厅都划归新置的山西分巡归绥兵备道（简称归绥道）管辖。乾隆十年（1745年），大同府在八旗察哈尔右翼设丰镇厅，朔平府也在察哈尔右翼设宁远厅（今凉城）。光绪十年（1884年），这两厅拨划给归绥道管辖。光绪二十八年（1902年），归化城厅分支出武川厅，萨拉齐厅分支出五原厅和东胜厅，增设兴和、陶林厅。以上诸厅合称“口外十二厅”，隶属于山西的歸綏道，是山西巡抚的管辖区域。
民国元年（1912年），袁世凯网罗人才，对参加辛亥革命的第20镇统制张绍曾并不放心，仅给他一个混成营的卫队，派任绥远将军（不再称绥远城将军）。张绍曾于民国元年（1912年）十月十四日（壬子年九月十九日）莅任视事。1913年山西都督阎锡山在绥远废厅改县，厅同知称县知事，撤归绥道改为归绥观察使衙门。张绍曾受阎锡山的扩张和牵制，于是积极策划晋绥分治。1913年1月14日，张绍曾利用民国政府准备选举众议院议员，在归绥中学校“借各县初选当选人群集归绥的机会，组织了一个‘归（化）绥（远）乌（兰察布）伊（克昭）联合会’，作为官民商量地方事务的集议机关”，试图实行晋绥分治建省。北洋政府颁布“兹于（1913年）十一月十三日经国务会议议决应将口外十二县并乌昭两盟划归（归绥）将军管辖与晋省划清权限，以专责成。”从此绥远脱离了山西省的行政管辖。民国三年（1914年）1月，袁世凱政府為加強對内蒙古地區的統治，便大力推行民政統治制度，分別在漠南蒙古劃置3个特別區（熱河、察哈爾、綏遠），此后绥远特别区与山西省分治。除丰镇、宁远、兴和、陶林等绥东四县划给察哈尔特别区外，归（绥）、萨（拉齐）、托（克托）、和（林格尔）、清（水河）、武（川）、五（原）、东（胜）八县，绥远土默特旗（今土默特左、右二旗），伊克昭盟和烏蘭察布盟两盟十三旗，统归绥远将军管辖。1914年7月6日，北洋政府公布《都统府官制》，绥远将军改称绥远都统，设绥远道（归绥道改称），“各该道尹治理民政，兼受蒙旗事务，以专责成”。
针对外蒙古独立，绥远将军张绍曾按照袁世凯制定的“先稳定内蒙各旗，再解决外蒙问题”的决策，用武力把乌、伊两盟盟长请到歸化城，召开了“西盟会议”，取得了“联合东蒙，反对库伦”的共识。并把绥远城八旗满兵，土默特蒙古兵，原归绥道的后路巡防队，及添练巡防队、垦务巡防队和他带来的混成卫队营，合编为绥远第一、第二两个混成旅，任将军署参谋长朱泮藻兼晋北（防蒙）中路司令，统一指挥该两旅并与驰防包头的晋北（防蒙）西路军司令孔庚，驻大同的晋北（防蒙）东路军司令陈希义（晋北镇守使）各部。1913年年初，刚刚成立的外蒙古政权派五路军进入内蒙古，与驻扎于内蒙古的民国军队进行了长达一年的战争，其目的是以武力驱赶民国军队，将内蒙古统一于外蒙古博克多汗的大蒙古国，史称“牛年之乱”，民国三年（1914年）7月北洋军取得了全线胜利，外蒙古军队失利撤出内蒙古。
1914年2月，袁世凯把张绍曾调回大总统府供职，实际是软禁。改派其亲信潘榘楹接任绥远都统。绥远地区成为袁世凯直接控制的地盘。潘榘楹以北洋政府参谋本部参谋次长身份，率北洋陆军第二十师于民国三年二月十二日接印视事，主政绥远二年零八个月。1917年7月1日张勋在京拥立溥仪复辟，任命王丕焕署理绥远都统。王丕焕通电“率同归绥道尹申葆亨、绥西镇守使褚恩荣暨文武各员望阙叩头，仰答鸿庥，伏乞皇上圣鉴”。7月12日，段祺瑞“马厂誓师”，推翻了张勋，王丕焕捐款潜逃。归绥道尹申葆亨署理绥远都统1个月。1917年8月段祺瑞派陆军第一师师长蔡成勋率全师来绥远查办附逆案，并接任绥远都统，8月10日接印视事；成立绥远平市官钱局，并自兼董事长；镇压了五英雄起义，驱逐了绥远骑兵游击旅，仍旧大种鸦片。
1920年直系首领曹锟在吴佩孚帮助下起兵击溃段祺瑞，直系重掌北京政权，调蔡成勋任甘肃督军。1920年12月曹锟另派宁夏护军使马福祥被任命為綏遠都統。但马顾虑重重，迟迟不敢到任。民国十年（1921年）京绥铁路修到归化城。1921年春末，由于绥远绅商表示欢迎，馬福祥妥協，由馬福祥之侄子馬鴻宾代理寧夏護軍使，馬福祥率其子马鸿逵带昭武军所部到綏遠赴任。民国十三年（1924年），第二次直奉战争爆发，冯玉祥发动北京政变，主持北京政局。马福祥通电拥护冯，由当初所屬的直系轉投馮玉祥所率第3路軍。段祺瑞扶上台临时执政，任命冯系李鸣钟为绥远都统，调马福祥为西北边防会办，明升暗降，马福祥就任新职。
1925年1月李鸣钟到任。1926年1月李鸣钟调到天津前线指挥战事，绥远都统一职由蒋鸿遇代理。1926年夏冯玉祥国民军战败西走，阎锡山委任商震为绥远都统，1926年9月接印视事。1927年9月商震离绥，阎锡山令晋军骑五师师长满泰兼后方司令，维持缓远治安，不及月余，因代行绥远都统日常工作的冯曦借故跑回山西，地方绅商担心晋军骑四师王英和独立旅陈得胜等部进城扰乱市面，请他率领李根车旅进驻归绥。旋又拥他为护理都统印，并电请阎锡山备案。战局变化，1927年11月奉军师长郭希鹏挺进归绥城郊，满泰奉领归绥商会人员，把他迎入都统署，捧上绥远都统印后，即率李根车回防包头。郭希鹏把各县知事都换成东北人，除任郭象伋为教育厅长外，各厅厅长、归绥道尹无不更动，都统署的新领导班子，更是清一色的东北人，并以刘震东为绥远警备司令，“有党皆杀”，绥远的国民党人除跑到山西者外，都回农村家中或亲朋家中躲藏起来。张作霖又改派汲金纯接任绥远都统，带白子文一个旅的兵力，于1928年2月到职，统治绥远两个多月。二次北伐战争张作霖失败，于1928年6月3日全部撤出关外。1928年6月商震在保定组织河北省政府，让他的同乡师长李培基代行绥远都统。李培基遵照阎锡山的指示整军施政，仍任冯曦为建设厅长，仇曾诒为财政厅长，祁志厚为教育厅长。裁撤归绥道尹公署和包头镇守使署，任原道尹陈宾寅为民政厅长。夺去满泰的兵权，调为土默特旗总管。任卜兆瑞为归绥警察局长。对绥远地方部队展开了全面的、大刀阔斧的整顿。阎锡山把晋军改称晋绥军，缩编奉军第三十军为晋绥军的一个骑兵旅，留李银车为旅长，拨归晋绥军骑兵第二师郭凤山节制。第三十一军缩编为晋绥军骑兵第四师，仍以王英为师长。使几千名编余官兵，一下流散在社会上，激发了绥远土匪再次发展。
民国十七年（1928年）九月，绥远特别行政区改置绥远省，原归化城城区、绥远城城区合称归绥市，为旗、县、市并存的开始。同时，把绥东五县划归绥远省，并先后增设包头、临河、安北、固阳、沃野五县（设治局）。1928年9月，阎锡山同时任命商震为河北省主席，李培基为绥远省主席。后因阎锡山、冯玉祥联合倒蒋，徐永昌改任河北省主席，商震改任山西省主席，李培基再次来绥远主政。
1931年8月，傅作义任绥远省主席。1932年阎锡山制定“山西省政府十年规划”，要工业山西，农业绥远，特别让绥远要比过去大种鸦片，用罚款禁烟的手段征收烟税，并令傅作义、王靖国、赵承绶出兵把蒋介石委任的义勇军总司令王英驱逐出其长期占据的后套，没收了王英在后套从其父王同春手里继承的大量土地、渠道；把晋绥军编余的官兵组成屯垦队和军官屯垦队。
1933年熱河被日軍侵佔後，向察北與绥远蚕食逼進。1936年春关东军指派「蒙古军」占领了察北六县后，又收罗于志谦、王道一、王英等组成边防自治军、西北防共自治军、大汉义军，以察北地区红格尔图和百灵庙为据点，企图侵占绥远。德穆楚克栋鲁普于1936年11月5日向傅发来宣战通电，傅于8日复电斥其投敌卖国。11月15日，傅作义指挥彭毓斌骑兵师、董其武旅向红格尔图发起猛攻，战至18日上午，敌伪溃败，收复了红格尔图。傅即乘胜再进，立调孙长胜、孙兰峰两旅向百灵庙进兵，于23日夜发起猛攻，激战至24日上午九时，守敌大部被歼，取得百灵庙大捷。
1937年抗日战争爆发后，傅作义部开往前线作战，令民政厅长兼归绥市警察局长和国民兵司令袁庆曾代理省主席。但赵承绶也率骑兵部队到来，自称接任绥远省主席，布告安民。日軍於1937年10月14日攻佔歸綏，扶植德王。1938年秋冬之交，傅作义出席了蔣介石在陕西武功召开的军事会议，决定回军后套，并组建第八战区副司令长官部。1939年3月傅作义由河曲率部经伊盟准格尔旗、达拉特旗回到绥远省河套地区。1939年9月成立「蒙疆聯合自治政府」，改歸綏為「厚和浩特」特別市。
抗战时期，绥远省主席傅作义部总计约有三万多人，能参战者不到两万人，分驻五原、临河、陕坝、乌不浪口、西山咀、蓿荄滩、马七渡口各地区及游击于归绥县以西一带。五原大捷后，傅作义在后套立脚已稳，蒋介石给他增编暂三军和骑四军的番号，提升孙兰峰和董其武为军长。傅把绥远的沃野设治局撤销，承认了馬福祥霸占陶葫芦滩为该省陶乐县的合法地位，另设达拉特旗组训处和桃力民办事处，作为设县的先代机构。同时，在整顿了后套的金融以后，把副司令长官部分设在银川、兰州、天水、西安、重庆的办事处连成一条线，作为中转站，用汽车队往返经商，王国英专司其事。1941年秋，傅作义实行新县制，把后套五原、临河两县及安北设治局划为安北、晏江、狼山、米仓、临河、五原六个县，取消了区一级政权，由省政府直接任免乡长。当时后套人口28万人(包括军、政干部、家属及蒙民7648人)，十五岁至四十五岁适龄壮丁为4万8千人。先后训练四期共3万6千人。
1945年日本投降后，又恢复了“七七事变”前的县政区划。並恢復「歸綏」舊稱。
1949年1月，在北平和平解放後，綏遠省成為國民黨於華北最後一個統治的省份。隨後，中共方與傅作義、董其武等人商討和平解放綏遠的方法。期間，綏遠處於未解放區及解放軍化，但又繼續以中華民國名號管治的模棱兩可狀態，因此中共不便提供財政支援。而廣州民國政府則削減對綏的糧餉，但依然爭取綏遠。1949年3月，成立綏遠問題協商委員會， 4月1日傅方提出《綏遠問題協定草案》，提出以暫維現狀為原則。最終，雙方決定以維持現狀形式管治綏遠。
1949年8月，徐永昌飛綏西陝壩，與董其武聯絡。同年8月末，傅作義離開北平返綏，位於廣州的李宗仁、白崇禧表明繼續爭取傅作義。同年9月17日，徐永昌、馬鴻賓一行飛抵包頭與傅、董會面。傅在會上詢問廣州的軍事情勢是否仍然有望，在得悉穗方爭取美援無望後，他亦沒有答應徐永昌希望綏軍西撤的請求。通電宣布綏遠起義前夕，傅向徐表出「與共黨聯合，以求生存」的原則，並向蔣中正提交最後的全面獻策，研判待明年春荒有望動搖共產黨統治，提出各種軍事，以及重建國民黨的策略。
1949年9月19日，綏遠省主席董其武及黨政軍要員通電宣佈歸順中共，即九·一九起义。中共解放軍和平佔領綏遠省全境。中華民國的綏遠省政府至此徹底消亡。1954年3月，撤销绥远省建制，统一由内蒙古自治区人民政府领导。

## 行政區劃

### 道制
綏遠道
民國三年（1914年）7月置，為邊要缺，一等，駐歸綏縣（今內蒙古呼和浩特市），轄歸綏、薩拉齊、清水河、托克托、和林格爾、五原、武川、東勝等縣。後分別增領固陽、包頭（以上後均改置縣）、大佘太、臨河4設治局，民國十六年（1927年）廢。

### 縣、市、局
民國二年(1913年)置綏遠特別區，民國十七年（1928年）改置綏遠省，民國三十八年（1949年）以前，轄有3市、20縣、18旗、4行政督察區。
| 綏遠省               | 綏遠省               | 綏遠省 | 綏遠省 | 綏遠省                                                | 綏遠省                                                                                        | 綏遠省       | 綏遠省 |
| 行政督察區及盟部     | 專署駐地             | 代碼   | 縣等級 | 縣市局                                                | 駐地(2023年4月)                                                                               | 北洋時期     | 沿革 |
| -------------------- | -------------------- | ------ | ------ | ----------------------------------------------------- | --------------------------------------------------------------------------------------------- | ------------ | --- |
| 省直轄地區           | 省直轄地區           | 23001  | 不適用 | 歸綏市 Kökeqota                                       | 綏遠城（今內蒙古自治區呼和浩特市城區）                                                        | 綏遠道       | 綏遠省會，民國26年（1937年）11月，蒙古聯盟自治政府改歸綏縣為厚和浩特市。抗戰結束後，於民國36年（1947年）11月正式設市。 |
| 省直轄地區           | 省直轄地區           | 23001  | 二等   | 歸綏縣 Kökeqota                                       | 綏遠城（今內蒙古自治區呼和浩特市城區）                                                        | 綏遠道       | 清代為歸化城直隸廳、綏遠城直隸廳。民國元年（1912年）5月易名歸化縣、綏遠縣。均屬山西省，民國2年（1913年）4月綏遠縣併入歸化縣，11月改屬綏遠特別區域。因與福建省縣名重名，1914年1月易今名，以歸化、綏遠2縣首字命名。                                     |
| 第一區               | 武川縣               | 23002  | 不適用 | 包頭市 Buɡutu                                         | 包頭鎮（今內蒙古自治區包頭市城區）                                                            | 綏遠道       | 民國22年（1933年）4月析包頭縣城區置。 |
| 第一區               | 武川縣               | 23003  | 五等   | 包頭縣 Buɡutu                                         | 包頭鎮（今內蒙古自治區包頭市城區）                                                            | 綏遠道       | 民國12年（1923年）11月析薩拉齊包頭鎮及五原、東勝、固陽3縣部分地置包頭設治局，民國14年（1925年）1月改制縣。 |
| 第一區               | 武川縣               | 23006  | 二等   | 武川縣                                                | 可可以力鎮（今內蒙古自治區武川縣駐地可可以力更鎮）                                            | 綏遠道       | 清代為武川直隸廳，民國元年（1912年）5月改制縣。屬山西省。民國2年（1913年）11月改屬綏遠特別區域。 |
| 第一區               | 武川縣               | 23007  | 四等   | 固陽縣                                                | 廣義奎（今內蒙古自治區固陽縣駐地金山鎮）                                                      | 綏遠道       | 民國8年（1920年）5月分五原縣烏拉特三公旗一部及武川縣茂明安旗置固陽設治局，1923年3月改制縣。 |
| 第一區               | 武川縣               | 23018  | 二等   | 薩拉齊縣 Salaqi                                       | 薩拉齊（今內蒙古自治區土默特右旗駐地薩拉齊鎮）                                                | 綏遠道       | 清代為薩拉齊直隸廳，民國元年（1912年）5月改制縣。屬山西省。民國2年（1913年）11月改屬綏遠特別區域。 |
| 第二區               | 集寧縣               | 23009  | 二等   | 豐鎮縣                                                | 今內蒙古自治區豐鎮市駐地舊城區街道                                                            | 察哈爾興和道 | 清代為豐鎮直隸廳，民國元年（1912年）5月改制縣，屬山西省。民國2年（1913年）11月改屬綏遠特別區域。民國3年（1914年）6月改屬察哈爾特別區域，民國17年（1928年）9月劃歸綏遠省。                                                                             |
| 第二區               | 集寧縣               | 23010  | 三等   | 涼城縣                                                | 新堂（今內蒙古自治區涼城縣駐地岱海鎮）                                                        | 察哈爾興和道 | 清代為寧遠直隸廳，民國元年（1912年）5月改制縣，稱寧遠縣，因與湖南、奉天、甘肅、新疆4省縣名重名，山西省。民國2年（1913年）11月改屬綏遠特別區域。民國3年（1914年）1月易名，以北魏涼城郡名得名。6月改屬察哈爾特別區域，民國17年（1928年）9月劃歸綏遠省。 |
| 第二區               | 集寧縣               | 23011  | 三等   | 興和縣                                                | 三道河子（今內蒙古自治區興和縣駐地城關鎮）                                                    | 察哈爾興和道 | 清代為'興和直隸廳，民國元年（1912年）5月改制縣，屬山西省。民國2年（1913年）11月改屬綏遠特別區域。民國3年（1914年）6月改屬察哈爾特別區域，民國17年（1928年）9月劃歸綏遠省。                                                                            |
| 第二區               | 集寧縣               | 23012  | 三等   | 集寧縣                                                | 平地泉（今內蒙古自治區察哈爾右翼前旗平地泉鎮）                                                | 察哈爾興和道 | 民國11年（1922年）2月析豐鎮、涼城、興和3縣地置集寧招墾設治局，民國12年（1923年）12月改制縣。屬察哈爾特別區域，民國17年（1928年）9月劃歸綏遠省。 |
| 第二區               | 集寧縣               | 23013  | 四等   | 陶林縣                                                | 康堡（今內蒙古自治區察哈爾右翼中旗駐地科布爾鎮）                                              | 察哈爾興和道 | 清代為陶林直隸廳，民國元年（1912年）5月改制縣，屬山西省。民國2年（1913年）11月改屬綏遠特別區域。民國3年（1914年）6月改屬察哈爾特別區域，民國17年（1928年）9月劃歸綏遠省。                                                                             |
| 第三區               | 東勝縣               | 23008  | 五等   | 東勝縣                                                | 羊腸壕（今內蒙古自治區鄂爾多斯市東勝區）                                                      | 綏遠道       | 清代為東勝直隸廳，民國元年（1912年）5月改制縣。屬山西省。民國2年（1913年）11月改屬綏遠特別區域。 |
| 第三區               | 東勝縣               | 23019  | 五等   | 清水河縣                                              | 今內蒙古自治區清水河縣駐地城關鎮                                                              | 綏遠道       | 清代為清水河直隸廳，民國元年（1912年）5月改制縣。屬山西省。民國2年（1913年）11月改屬綏遠特別區域。 |
| 第三區               | 東勝縣               | 23020  | 三等   | 托克托縣 Toγtaqu                                      | 今內蒙古自治區托克托縣駐地雙河鎮                                                              | 綏遠道       | 清代為托克托直隸廳，民國元年（1912年）5月改制縣。屬山西省。民國2年（1913年）11月改屬綏遠特別區域。 |
| 第三區               | 東勝縣               | 23021  | 四等   | 和林格爾縣 Qoringer                                   | 二十家子（今內蒙古自治區和林格爾縣駐地城關鎮）                                                | 綏遠道       | 清代為和林格爾直隸廳，民國元年（1912年）5月改制縣。屬山西省。民國2年（1913年）11月改屬綏遠特別區域。 |
| 第四區               | 陝壩市               | 23004  | 四等   | 五原縣                                                | 隆興長（今內蒙古自治區五原縣駐地隆興昌鎮）                                                    | 綏遠道       | 清代為五原直隸廳，民國元年（1912年）5月改制縣。屬山西省。民國2年（1913年）11月改屬綏遠特別區域。 |
| 第四區               | 陝壩市               | 23005  | 四等   | 臨河縣                                                | 強油房（今內蒙古自治區巴彥淖爾市臨河區駐地解放街道）                                          | 綏遠道       | 民國14年（1925年）6月分五原縣後套豐濟渠以西析置臨河設治局，民國18年（1929年）1月改制縣。 |
| 第四區               | 陝壩市               | 23014  | 五等   | 安北縣                                                | 大佘太（今內蒙古自治區烏拉特前旗東北大佘太鎮） 東槐木（今內蒙古自治區烏拉特前旗西北西小召鎮） | 綏遠道       | 民國14年（1925年）7月分五原縣東界及包頭設治局和固陽縣各一部析置大佘太設治局{，民國20年（1931年）6月易名安北設治局，民國31年（1942年）4月改制縣。 |
| 第四區               | 陝壩市               | 23015  | 五等   | 米倉縣                                                | 三道橋（今內蒙古自治區杭錦後旗西三道橋鎮）                                                    | 綏遠道       | 民國31年（1942年）4月分臨河縣部分析置縣。 |
| 第四區               | 陝壩市               | 23016  | 五等   | 狼山縣                                                | 永安堡（今內蒙古自治區臨河區北狼山鎮）                                                        | 綏遠道       | 民國31年（1942年）4月分臨河縣北部析置狼山設治局，民國33年（1944年）4月改制縣。 |
| 第四區               | 陝壩市               | 23017  | 五等   | 晏江縣                                                | 劉長鎮（今內蒙古自治區五原縣西南） 塔爾湖（今五原縣西塔爾湖鎮）                               | 綏遠道       | 民國31年（1942年）4月分五原縣西部析置晏江設治局，民國33年（1944年）4月改制縣。 |
| 第四區               | 陝壩市               | 23022  | 不適用 | 陝壩市                                                | 陝壩（今內蒙古自治區杭錦後旗駐地陝壩鎮）                                                      | 綏遠道       | 民國32年（1943年）10月分臨河縣陝壩地區析置，因駐地得名。 |
| 察哈爾盟 Čaqar       | 察哈爾盟 Čaqar       | 23101  | 不適用 | 察哈爾右翼正黃旗 Čaqar baraγun siluγun sir-a qosiγu   | 今內蒙古自治區察哈爾右翼前旗東北                                                              | 綏遠道       | |
| 察哈爾盟 Čaqar       | 察哈爾盟 Čaqar       | 23102  | 不適用 | 察哈爾右翼正紅旗 Čaqar baraγun siluγun ulaɣan qosiγu  | 大土城（今內蒙古自治區察哈爾右翼前旗） 紅旗廟（今內蒙古自治區察哈爾右翼後旗西南紅旗廟）       | 綏遠道       | |
| 察哈爾盟 Čaqar       | 察哈爾盟 Čaqar       | 23103  | 不適用 | 察哈爾右翼鑲紅旗 Čaqar baraγun köbegetü ulaɣan qosiγu | 今內蒙古自治區察哈爾右翼中旗南                                                                | 綏遠道       | |
| 察哈爾盟 Čaqar       | 察哈爾盟 Čaqar       | 23104  | 不適用 | 察哈爾右翼鑲藍旗 Čaqar baraγun köbegetü köke qosiγu   | 今內蒙古自治區卓資縣卓資山鎮                                                                  | 綏遠道       | |
| 烏蘭察布盟 Ulaγančab | 烏蘭察布盟 Ulaγančab | 23201  | 不適用 | 四子部落旗 Dörbed qosiγu                              | 八王府（今內蒙古自治區四子王旗查干補力格蘇木）                                                | 綏遠道       | 俗稱四子王旗。 |
| 烏蘭察布盟 Ulaγančab | 烏蘭察布盟 Ulaγančab | 23202  | 不適用 | 喀爾喀右翼旗 Xalxa baraγun qosiγu                     | 今內蒙古自治區達爾罕茂明安聯合旗百靈廟鎮北                                                    | 綏遠道       | 俗稱達爾罕貝勒旗。 |
| 烏蘭察布盟 Ulaγančab | 烏蘭察布盟 Ulaγančab | 23203  | 不適用 | 茂明安旗 Muumingγan                                   | 白靈淖（今內蒙古自治區固陽縣東北懷朔鎮）                                                      | 綏遠道       | |
| 烏蘭察布盟 Ulaγančab | 烏蘭察布盟 Ulaγančab | 23204  | 不適用 | 烏拉特前旗 Urad-un emünedü qosiγu                     | 哈拉干補隆（今內蒙古自治區烏拉特前旗東南白彥花鎮）                                            | 綏遠道       | 俗稱西公旗。 |
| 烏蘭察布盟 Ulaγančab | 烏蘭察布盟 Ulaγančab | 23205  | 不適用 | 烏拉特中旗 Urad-un dumdadu qosiγu                     | 今內蒙古自治區烏拉特中旗西北巴彥杭蓋蘇木                                                      | 綏遠道       | 俗稱中公旗。 |
| 烏蘭察布盟 Ulaγančab | 烏蘭察布盟 Ulaγančab | 23206  | 不適用 | 烏拉特後旗 Urad-un qoitu qosiγu                       | 今內蒙古自治區烏拉特中旗東北與達爾罕茂明安聯合旗交界處                                        | 綏遠道       | 俗稱東公旗。 |
| 伊克昭盟 Yexe Juu    | 伊克昭盟 Yexe Juu    | 23301  | 不適用 | 鄂爾多斯左翼前旗 Ordos ǰegün γarun emünedü qosiγu     | 西營子（今內蒙古自治區准格爾旗西南暖水鎮） 沙圪堵（今內蒙古自治區准格爾旗沙圪堵鎮）           | 綏遠道       | 俗稱準噶旗。 |
| 伊克昭盟 Yexe Juu    | 伊克昭盟 Yexe Juu    | 23302  | 不適用 | 鄂爾多斯左翼中旗 Ordos ǰegün γarun dumdadu qosiγu     | 今內蒙古自治區伊金霍洛旗駐地阿勒騰席熱鎮                                                      | 綏遠道       | 俗稱郡王旗。 |
| 伊克昭盟 Yexe Juu    | 伊克昭盟 Yexe Juu    | 23303  | 不適用 | 鄂爾多斯左翼後旗 Ordos ǰegün γarun qoitu qosiγu       | 今內蒙古自治區達拉特旗西北大樹灣一帶 樹林召（今內蒙古自治區達拉特旗樹林召鎮）                 | 綏遠道       | 俗稱達拉特旗。 |
| 伊克昭盟 Yexe Juu    | 伊克昭盟 Yexe Juu    | 23304  | 不適用 | 鄂爾多斯右翼前旗 Ordos baraγun γarun emünedü qosiγu   | 烏審召（今內蒙古自治區烏審旗東北巴吉代附近） （今內蒙古自治區烏審旗駐地嘎魯圖鎮）             | 綏遠道       | 俗稱烏審旗。 |
| 伊克昭盟 Yexe Juu    | 伊克昭盟 Yexe Juu    | 23305  | 不適用 | 鄂爾多斯右翼中旗 Ordos baraγun γarun dumdadu qosiγu   | 今內蒙古自治區鄂托克旗駐地烏蘭鎮                                                              | 綏遠道       | |
| 伊克昭盟 Yexe Juu    | 伊克昭盟 Yexe Juu    | 23306  | 不適用 | 鄂爾多斯右翼後旗 Ordos baraγun γarun qoitu qosiγu     | 今內蒙古自治區杭錦旗北                                                                        | 綏遠道       | 俗稱杭錦旗。 |
| 伊克昭盟 Yexe Juu    | 伊克昭盟 Yexe Juu    | 23307  | 不適用 | 鄂爾多斯右翼前末旗                                    | 新街（今內蒙古自治區伊金霍洛旗南納林陶亥鎮）                                                  | 綏遠道       | 俗稱札薩克旗。 |
| 特別旗               | 特別旗               | 23400  | 不適用 | 土默特特別旗 Tümed                                    | 今內蒙古自治區呼和浩特市西南                                                                  | 綏遠道       | |

### 行政督察區
民國二十七年（1938年）11月，設3行政督察區。抗戰結束後，改劃為4區，歸綏縣市由省府直轄，中華民國行政院於民國三十六年（1947年）6月核准：
綏遠省政府直轄區
民國二十七年（1938年），領包頭1市。抗戰結束後，第一區歸綏縣劃為省政府直轄。民國三十六年（1947年）11月核准歸綏市設市，計轄1市1縣。
第一行政督察區
民國二十七年（1938年）11月置，專署駐歸綏縣，轄歸綏、武川、薩拉齊、清水河、托克托、和林格爾6縣。抗戰結束後，綏縣縣劃屬省政府直轄；清水河、托克托、和林格爾3縣劃屬新組建的第三區，自舊第三區劃入包頭、固陽2縣，原省政府直轄的包頭市劃屬本區，計轄1市4縣，專署改駐武川縣。
第二行政督察區
民國二十七年（1938年）11月置，專署駐豐鎮縣，轄豐鎮、集寧、涼城、興和、陶林5縣。抗戰結束後，專署改駐集寧縣。
第三行政督察區
抗戰結束後，以第一區清水河、托克托、和林格爾3縣及舊第三區東勝縣組成新「綏遠省第三行政督察區」，計轄4縣，專署駐東勝縣。
第四行政督察區
民國二十七年（1938年）11月置「綏遠省第三行政督察區」，專署駐五原縣，轄五原、臨河、包頭、固陽、東勝5縣及安北設治局。民國三十一年（1942年）3月增領米倉縣；4月改安北設治局為縣，增領狼山、晏江2設治局（後均升為縣）。民國三十二年（1943年）10月增領陝壩市。抗戰結束後，改稱「綏遠省第四行政督察區」，包頭、固陽2縣劃屬第一區，東勝劃屬新第三區，計轄1市6縣，專署改駐陝壩市。

## 行政區劃年表
| 綏遠省行政區劃年表                                                        |          |    |    |    |      | |
| 說明：「?」表示不能確定其發生年份或月份，故放於最有可能的一年內，詳見注釋 |          |    |    |    |      | |
| 西元                                                                      | 民國紀元 | 縣 | 市 | 局 | 其他 | 行政區劃變更 |
| 1913年                                                                    | 民國2年  | 12 |    |    |      | - 山西省歸化縣來隸（11月） - 山西省武川縣來隸（11月） - 山西省薩拉齊縣來隸（11月） - 山西省豐鎮縣來隸（11月） - 山西省寧遠縣來隸（11月） - 山西省興和縣來隸（11月） - 山西省陶林縣來隸（11月） - 山西省東勝縣來隸（11月） - 山西省清水河縣來隸（11月） - 山西省托克托縣來隸（11月） - 山西省和林格爾縣來隸（11月） - 山西省五原縣來隸（11月） |
| 1914年                                                                    | 民國3年  | 8  |    |    |      | - 歸化縣改名歸綏縣（1月） - 寧遠縣改名涼城縣（1月） - 豐鎮縣移屬察哈爾特別區域（6月） - 涼城縣移屬察哈爾特別區域（6月） - 興和縣移屬察哈爾特別區域（6月） - 陶林縣移屬察哈爾特別區域（6月） |
| 1915年                                                                    | 民國4年  | 8  |    |    |      | |
| 1916年                                                                    | 民國5年  | 8  |    |    |      | |
| 1917年                                                                    | 民國6年  | 8  |    |    |      | |
| 1918年                                                                    | 民國7年  | 8  |    |    |      | |
| 1919年                                                                    | 民國8年  | 8  |    |    |      | |
| 1920年                                                                    | 民國9年  | 8  |    | 1  |      | - 析五原、武川二縣置固陽設治局（5月） |
| 1921年                                                                    | 民國10年 | 8  |    | 1  |      | |
| 1922年                                                                    | 民國11年 | 8  |    | 1  |      | |
| 1923年                                                                    | 民國12年 | 9  |    | 1  |      | - 改固陽設治局為固陽縣（3月） - 析薩拉齊、五原、東勝、固陽置包頭設治局（11月） |
| 1924年                                                                    | 民國13年 | 9  |    | 1  |      | |
| 1925年                                                                    | 民國14年 | 10 |    | 2  |      | - 改包頭設治局為包頭縣（1月） - 析五原縣置臨河設治局（6月） - 析五原、包頭、固陽三縣置大佘太設治局（7月） |
| 1926年                                                                    | 民國15年 | 10 |    | 2  |      | |
| 1927年                                                                    | 民國16年 | 10 |    | 2  |      | |
| 1928年                                                                    | 民國17年 | 15 |    | 2  |      | - 察哈爾特別區域豐鎮縣歸屬綏遠省（9月） - 察哈爾特別區域涼城縣歸屬綏遠省（9月） - 察哈爾特別區域興和縣歸屬綏遠省（9月） - 察哈爾特別區域集寧縣歸屬綏遠省（9月） - 察哈爾特別區域陶林縣歸屬綏遠省（9月） |
| 1929年                                                                    | 民國18年 | 16 |    | 1  |      | - 改臨河設治局為臨河縣（1月） |
| 1930年                                                                    | 民國19年 | 16 |    | 1  |      | |
| 1931年                                                                    | 民國20年 | 16 |    | 1  |      | - 大佘太設治局改名安北設治局（6月） |
| 1932年                                                                    | 民國21年 | 16 |    | 1  |      | |
| 1933年                                                                    | 民國22年 | 16 | 1  | 1  |      | - 析包頭縣置包頭市（4月） |
| 1934年                                                                    | 民國23年 | 16 | 1  | 1  |      | |
| 1935年                                                                    | 民國24年 | 16 | 1  | 1  |      | |
| 1936年                                                                    | 民國25年 | 16 | 1  | 1  |      | |
| 1937年                                                                    | 民國26年 | 16 | 1  | 1  |      | |
| 1938年                                                                    | 民國27年 | 16 | 1  | 1  |      | |
| 1939年                                                                    | 民國28年 | 16 | 1  | 1  |      | |
| 1940年                                                                    | 民國29年 | 16 | 1  | 1  |      | |
| 1941年                                                                    | 民國30年 | 16 | 1  | 1  |      | |
| 1942年                                                                    | 民國31年 | 18 | 1  | 2  |      | - 改安北設治局為安北縣（4月） - 析臨河縣置米倉縣（4月） - 析臨河縣置狼山設治局（4月） - 析臨河縣置晏江設治局（4月） |
| 1943年                                                                    | 民國32年 | 18 | 2  | 2  |      | - 析臨河縣置陝壩市（10月） |
| 1944年                                                                    | 民國33年 | 20 | 2  |    |      | - 改狼山設治局為狼山縣（4月） - 改晏江設治局為晏江縣（4月） |
| 1945年                                                                    | 民國34年 | 20 | 2  |    |      | |
| 1946年                                                                    | 民國35年 | 20 | 2  |    |      | |
| 1947年                                                                    | 民國36年 | 20 | 3  |    |      | - 析歸綏縣置歸綏市（11月） |
| 1948年                                                                    | 民國37年 | 20 | 3  |    |      | |
| 1949年                                                                    | 民國38年 | 20 | 3  |    |      | |

## 政府

### 省會
治歸綏縣，抗戰時期一度遷往臨河縣，民國三十二年（1943年）10月因析臨河縣陝壩地區置陝壩市而改為此地。抗戰結束後遷回歸綏縣，民國三十六年（1947年）11月設置歸綏市，省會改為此地。

### 構成
民國元年（1912年）4月，中華民國政府沿襲清朝制度，設綏遠城將軍，並將原清朝綏遠城將軍衙門改為綏遠將軍府。民國3年（1914年）1月，中華民國政府設綏遠特別行政區，與山西正式分治。同年7月，綏遠城將軍改為綏遠都統，綏遠將軍府改稱綏遠特別行政區都統署。此「綏遠特別行政區」即後來成立的綏遠省之前身。

### 歷任軍政長官、省政府主席
綏遠城將軍
- 堃岫（1910年10月8日-1912年10月12日）
- 張紹曾（署）（1912年10月12日-1914年4月）
- 潘榘楹（署）（1914年4月21日-1914年7月6日）

綏遠都統
- 潘榘楹（署）（1914年7月6日-1916年10月）
- 蔣雁行（1916年10月7日-1917年6月）屬直系
- 王丕煥（篡權）（1917年6月-1917年7月）趁蔣雁行赴北京參加督軍團會議期間篡權
- 申葆亨（代理）（1917年7月20日-1917年7月27日）在王丕煥逃離後代理蔣雁行的都統職務
- 陳光遠（1917年7月27日-1917年8月）
- 蔡成勳（1917年8月6日-1921年5月）屬直系
- 馬福祥（1921年5月26日-1925年1月）
- 李鳴鐘（1925年1月4日-1926年1月）屬國民軍馮玉祥部下
- 劉郁芬（未到任）（1926年1月9日-）屬國民軍
- 蔣鴻遇（代理）（1926年1月-1926年7月）屬國民軍，高級將領
- 宋哲元（代理）（1926年7月-1926年9月）
- 商震（1926年9月-1927年9月）屬晉軍閻錫山部下
- 滿泰（代理）（1927年9月-1927年11月）
- 郭希鵬（代理）（1927年11月-1928年3月）屬奉軍張作霖部下
- 汲金純（1928年3月-1928年5月）屬奉軍張作霖部下
- 商震（1928年5月-1928年6月）
- 李培基（代理1928年6月-1928年10月）

綏遠省政府主席
- 徐永昌 （1928年10月20日-1929年8月底调任河北省政府主席）
- 李培基 （1929年8月24日-1931年8月免职）
- 商震（代理）（1931年8月19日-1931年10月）
- 傅作義 （1931年10月代理，1931年12月28日正式-1932年12月）
- 馮曦（代理1932年12月- ）
- 傅作義 （-1946年10月）
- 董其武 （1946年10月-1949年9月）